# Sierlijke haarbos
De sierlijke haarbos (Ochropleura leucogaster) is een vlinder uit de familie uilen (Noctuidae). De wetenschappelijke naam is voor het eerst geldig gepubliceerd in 1831 door Freyer. 
De soort komt voor in Europa, het Middellandse Zeegebied en op enkele eilanden in de Indische Oceaan. In Nederlands is hij sinds 2020 sporadisch waargenomen.